# Næstor
Næstor er en teaterforening i Næstved, der hvert år står for Næstved Revyen, og siden 2006 har samarbejdet med Næstved Amatørscene om at lave et julestykke.

## Næstor og Næstved Amatørscenes julestykker siden 2006
- 2006: "Et juleeventyr" Af Charles Dickens
- 2007: "Et juleeventyr" Af Charles Dickens

## Eksterne Links
- Næstor (Webside ikke længere tilgængelig)

| Kunst og kultur | Spire Denne artikel om scenekunst og teater er en spire som bør udbygges. Du er velkommen til at hjælpe Wikipedia ved at udvide den. |

|  | Denne artikel om en bygning eller et bygningsværk kan blive bedre, hvis der indsættes et (bedre) billede. Du kan hjælpe ved at afsøge Wikimedia Commons for et passende billede eller lægge et op på Wikimedia Commons med en af de tilladte licenser og indsætte det i artiklen. |